# Cănțălărești
Cănțălărești – wieś w Rumunii, w okręgu Vaslui, w gminie Ștefan cel Mare. W 2011 roku liczyła 234 mieszkańców.